# Cyrtopogon turgenicus
Cyrtopogon turgenicus là một loài ruồi trong họ Asilidae. Cyrtopogon turgenicus được Lehr miêu tả năm 1998. Loài này phân bố ở vùng Cổ Bắc giới.